# コヨミポッド
『コヨミポッド』は、プリングミンの2枚目のインディーズミニアルバムである。2006年10月4日発売。

## 解説
前作「ミズノイズ」から8ヶ月でのアルバムである。

## 収録曲
全作詞/作曲/編曲：プリングミン
1. plastic high
2. clair
3. トンネル
4. ラジオカセット
5. うたたね
6. song 6
7. sou